# Département Frise

Landkarte der Départements in der heutigen Benelux-Region

Département de la Frise (deutsch und niederländisch: Friesland, westfriesisch: Fryslân) ist ein ehemaliges französisches Département, das von 1810 bis 1814 bestand.

## Geschichte
Die niederländische Provinz Friesland wurde bei der Gründung der Batavischen Republik im Jahr 1795 in die Départements Ems und IJssel geteilt. Nach einem Aufstand erfolgte 1801 die Rücknahme dieser Gebietseinteilung und Friesland wurde wiedervereinigt. Mit der Annexion des Königreichs Holland, in das die Batavische Republik 1806 umgewandelt worden war, kam Friesland 1810 als Département de la Frise zu Frankreich.
Nach der Niederlage Napoleons wurde Friesland 1814 Provinz im neu geschaffenen Vereinigten Königreichs der Niederlande.

## Gliederung
Hauptort (chef-lieu) des Departements bzw. Sitz der Präfektur war die Stadt Leeuwarden. Es war in drei Arrondissements  eingeteilt:
| Arrondissement | Hauptorte der Kantone, Sitz der Friedensgerichte                                                                    |
| -------------- | --- |
| Leeuwarden     | Bergum, Buitenpost, Dokkum, Dronrijp, Franeker, Hallum (Ferwerderadeel), Harlingen, Holwerd, Leeuwarden (2 Kantone) |
| Heerenveen     | Akkrum, Beetsterzwaag, Heerenveen und Oldeberkoop (Ooststellingwerf),                                               |
| Sneek          | Bolsward, Hindeloopen, Lemmer, Rauwerd, Sneek                                                                       |

Das Departement hatte eine Fläche von 2.798 Quadratkilometern und im Jahr 1812 insgesamt 175.400 Einwohner.